# أنتوني فرنسيس شارما
أنتوني فرنسيس شارما هو كاهن كاثوليكي نيبالي، ولد في 12 ديسمبر 1937 في كاتماندو في نيبال، وتوفي بنفس المكان في 8 ديسمبر 2015.